# 公平遊戲 (山達基教)
公平遊戲（Fair game）一词用于描述山達基教會对其视为敌人的个人和团体采取的政策和做法。新興宗教山达基教创始人L·罗恩·哈伯德在1950年代制定了这项政策，以回应来自機構内部和外部的批评 。“可進攻”的个人或团体被视为对教会构成威胁，根据该政策，可采取一切可能的手段惩罚和骚扰  :217–219 : 217–219 。在1968年，因为它引起了公關危機，哈伯德正式取消了“公平游戏”這一術語的使用，但是實際上教會對批评者的强烈報復仍在继续。
哈伯德及其追随者运用“公平游戏”原則所針對的目标包括众多个人以及政府官员和机构，包括在20世纪70年代，山達基教會曾对美國國稅局和其他聯邦政府機構甚至外國政府機構进行了非法秘密渗透 。他们还对媒体上批评教会的人进行私人调查、人身攻击和法律行动。该政策至今仍然有效，并被山达基教会以核心宗教习俗之名來爲其在法庭上进行辩护  。

## 背景
山达基教的创始人L·罗恩·哈伯德说，所有他的反对者都来自所谓的“壓抑者”——山达基教徒声称他们是“反社会的人，他们想要摧毁一切对人类有益的东西。” :217–219 在1950年代中期制定的书面政策中，哈伯德告诉他的追随者要对他们认为的反对者采取强硬路线。 1955年，他写道：“诉讼的目的是骚扰和打击，而不是取胜。法律很容易被用来骚扰，对一个本来就处于危险边缘、明知自己没有被授权的人进行足够的骚扰，通常就足以让他的职业生涯走向终结。如果可能的话，当然是彻底毁了他。” 
哈伯德在1959年机密的《品格手册》中写道：“人们攻击山达基教。我永远不会忘记，總要追平比分（指报复）”。他主张使用私人侦探来调查批评者，因为这些批评者原来是“共产党员或罪犯，通常两者兼而有之。警察或私人侦探的气味会让他们逃跑、关闭、招供。在你需要的时候，雇佣他们，不惜一切代价。” :144 他说，在与对手打交道时，他的追随者应该“始终找到或制造足够的威胁，迫使他们求和。永远不要防守。永远要进攻。” 他敦促使用“黑色宣传”来“摧毁那些人、公司或国家的声誉或公众信任”。
山达基教会对其批評者一直采取咄咄逼人的政策 ，并且一直到1985年还声称，针对“山达基教会的敌人”的报复行动应该被视为受美国宪法保护的山达基教会的“核心实践”。

## 政策
1965年，哈伯德製定了《公平遊戲法》（The Fair Game Law），規定了如何處理干擾山達基活動的人。這些壓抑者會遭到報復——「公平遊戲」：
公平遊戲的意思是，可能不會再受到守則、紀律或山達基人權利的進一步保護。——L. Ron Hubbard，HCOPL 1 Mar 65 Suppressive Acts – Suppression of Scientology and Scientologists – The Fair Game Law
換句話說，也就是這些人不會受到教會的保護。
同年12月，哈伯德將《公平遊戲法》加入具體細節之後重新整理發佈，並將其應用擴展到非信徒中，
那些積極企圖壓抑山達基教或山達基人的人，他們的住宅、財產、場所和居所都不受山達基品格的任何保護，除非被後來的品格或大赦……所赦免。本政策信函也適用於壓抑的不信仰山達基的妻子、丈夫和父母，或其他家庭成員或敵對團體，或甚至是親密的朋友。——L. Ron Hubbard，HCOPL 23 Dec 65, Suppressive Acts – Suppression of Scientology and Scientologists – The Fair Game Law
哈伯德在其1968年出版的《山达基品格入門》（Introduction to Scientology Ethics）中写道，任何山达基人都不能因为“在壓抑者處於‘公平遊戲’的时期内，对壓抑者或壓抑團體采取的任何行动”而受到惩罚  。
他在其他著作中明确表示，该政策将适用于干涉山达基教活动的外部组织，包括政府。他告诉山達基人：
如果美國國稅局繼續（拒絕山達基創始教會的非盈利法律地位）下去，或者美國食藥監局告發我們，我們當然可以訴諸“證據委員會”（Comm Ev，山達基的宗教裁判所），如果發現他們有罪，我們可以將他們定爲“壓抑團體”並宣告和開始公平遊戲……沒有人進入公平遊戲，直到他或她開始宣告針對我們。——L. Ron Hubbard，HCOPL 2 Apr 65, Administration outside Scientology
在1967年的一项名为《对较低条件的惩罚》（Penalties for Lower Conditions）的政策中，哈伯德写道，被“公平遊戲”的对手可被“任何山达基教徒剥夺财产或以任何方式伤害，而不受山达基教的任何处罚。可能会被哄騙、起诉、欺骗或毁灭。”     

## 法院案件
在1970年代英國的一系列法庭案件中，「公平遊戲」遭到高級法官的強烈批評。英格蘭和威爾斯上訴法院在一個案件中表示，山達基機構很樂意騷擾他們的批評者:420。法官也將教會針對記者羅素·米勒（Russell Miller）提起的多起案件描述為故意的騷擾:420。在加州山達基教會試圖阻止出版一本引用山達基資料的案件中，法官羅伯特·戈夫爵士（Sir Robert Goff）引用了公平遊戲政策以及他所描述的教會「為壓制調查或批評而採取的令人遺憾的手段」”，他的結論是，公佈這些資料符合公衆利益:417。

## 外部資料
- Scientology's written HCO Policy starting 18/Oct/67 公平遊戲在法院和社會上的應用